# Idaea stenozona
Idaea stenozona là một loài bướm đêm trong họ Geometridae.